# BT-20細胞
BT-20 (亦稱ATCC HTB-19) 是較常應用於乳癌臨床前研究的人類三陰性乳癌細胞系，最初在1958年從一位74歲的女性乳癌患者中分離出來。目前已知BT-20細胞的6號染色體、11號染色體和20號染色體具有擴增區域 (amplified regions) ，並且大多數細胞為超二倍體。BT-20細胞對WNT3和WNT78呈陽性反應，並且對雌激素受體呈陰性，但是會表達5外顯子缺失的雌激素信使核糖核酸。有研究指出腫瘤壞死因子-α能夠抑制BT-20細胞的增殖。

## 外部連結
- Cellosaurus entry for BT-20（页面存档备份，存于）